# Mypollux
Pour les articles homonymes, voir Lussi (homonymie) et Pollux.
Mypollux est un groupe de nu metal et power pop français, originaire de Nancy, en Meurthe-et-Moselle. Formé en 2001, le groupe publie son premier album studio auto-produit intitulé Trouble amarante en octobre 2004. Après deux autres albums – Contraires en 2006 et Dédales en 2008, la chanteuse Lussi se lance dans un projet solo, et le groupe se sépare en février 2010. Il ne se reforme que pour deux concerts en décembre 2014.

## Biographie
Mypollux est formé en 2001 à Nancy, en Meurthe-et-Moselle. En 2004, après une centaine de concerts en France, en Belgique, en Suisse et au Luxembourg, le groupe sort son premier album entièrement auto-produit Trouble amarante en octobre 2004,. La même année, ils sont choisis parmi 215 maquettes pour jouer en première partie de Pleymo au Zénith de Paris devant 4 500 personnes. 
En juin 2005, Trouble amarante ressort chez un label Warner (Up Music) avec une meilleure diffusion.
En 2006, le deuxième album, Contraires, est enregistré au Loko Studio avec Guillaume Andre. Joe Duplantier de Gojira participe également sur le morceau Coffre à souhaits. L'album Contraires sort en octobre. Le groupe se lance ensuite dans une nouvelle série de concerts. En juin 2007, Mypollux joue en première partie de Korn au cours de trois dates à Strasbourg, Grenoble et Paris. En novembre 2008 sort Dédales, nouvel album au ton plus rock.
Le 3 mars 2008, Lussi se lance dans un projet solo et sort son premier EP, Ghillie Dhù produit par Benja de Watcha. En 2008-2009, le projet Lussi in the Sky, composé du duo Lussi et Benja, voit le jour. Le duo sort son premier album Nebula le 23 janvier 2014. En 2010, Lussi se présente au casting à Lyon de l'émission de télévision Nouvelle Star et est admise parmi les 15 candidats sur les primes au Pavillon Baltard. Elle est éliminée en quart de finale car les candidats ne doivent  « jamais [avoir] participé en tant qu'artiste-interprète à la production d'un disque et/ou album ayant fait ou faisant l'objet d'une commercialisation. » Elle tourne par la suite un clip sous la direction de Philippe Manœuvre, juré de l’émission. Elle est aussi égérie pour la marque de chaussure Buggy.
Mypollux se sépare en février 2010. Ils annoncent le 12 octobre 2014 se reformer pour deux concerts organisés les 20 et 21 décembre à L'Entr'pot.

## Membres

### Derniers membres
- Lucie « Lussi » Lebrun - voix, piano, violoncelle
- Yann Klimezyk - guitare
- Florent Perreton - basse
- Thomas Copier - batterie

### Anciens membres
- Maximilien Maire - batterie (membre de The Dustburds, Demon Vendetta, The Last Brigade)
- Max Philippe - basse
- Karim Attoumane - guitare (membre de Zuul FX)